# Taken by a Stranger
A Taken by a Stranger (magyarul: Elvitt egy idegen) egy dal, mely Németországot képviselte a 2011-es Eurovíziós Dalfesztiválon. A dalt a német Lena Meyer-Landrut adta elő angol nyelven. Az énekesnő a 2010-es Eurovíziós Dalfesztivál győzteseként, címvédőként indult: erre utoljára 1958-ban volt példa.
A dal a 2011. február 18-án rendezett német nemzeti döntőn nyerte el az indulás jogát. A döntőben hat dal szerepelt, melyek mindegyikét Lena Meyer-Landrut adta elő. A nézői szavazatok alapján két dal jutott az úgynevezett szuperdöntőbe, ahol a dal a szavazatok 79%-ával nyert a Push Forwarddal szemben.
Németország a 2011-es Eurovíziós Dalfesztivál házigazdájaként, illetve az Öt Nagy ország tagjaként automatikusan döntős, így nem kellett részt vennie az elődöntőkben. A május 14-i döntőben a fellépési sorrendben tizenhatodikként adták elő, a moldáv Zdob și Zdub So Lucky című dala után és a román Hotel FM Change című dala előtt. A szavazás során 107 pontot szerzett, amely a tizedik helyet jelentette a huszonöt fős mezőnyben. Az énekesnőnek bár címét nem sikerült megvédenie, sorozatban másodszor juttatta Németországot az első tízbe, amire utoljára tíz évvel korábban volt példa. Érdekesség, hogy a dal senkitől sem kapta meg a maximális 12 pontot: mindössze öt ilyen dal volt a döntőben, és ez sorozatban másodszor történt meg a házigazdával.

## Slágerlistás helyezések
| Slágerlisták (2011) | Lh.* |
| ------------------- | ---- |
| Ausztria            | 18   |
| Belgium (Flandria)  | 33   |
| Belgium (Vallónia)  | 43   |
| Egyesült Királyság  | 117  |
| Hollandia           | 92   |
| Írország            | 50   |
| Németország         | 2    |
| Svájc               | 29   |

*Lh. = Legjobb helyezés.